# 노형동
노형동은 제주특별자치도 제주시의 행정동이다. 법정동으로는 노형동, 해안동이 있다.
제주시에서 가장 인구가 많다.

## 법정동
- 노형동(老衡洞)
- 해안동(海安洞)

## 교육
- 노형초등학교
- 백록초등학교
- 월랑초등학교
- 한라초등학교
- 해안초등학교
- 노형중학교
- 한라중학교
- 제주제일고등학교
- 제주고등학교
- 제주한라대학교
- 한국방송통신대학교 제주지역대학
- 제주시탐라도서관

## 주거
| 단지명                       | 건설사                      | 시행사          | 주소                    | 입주        | 비고     |
| ---------------------------- | --------------------------- | --------------- | ----------------------- | ----------- | -------- |
| 해오름                       | 중흥종합건설㈜ 정한건설㈜   | 대한주택공사    | 연화로 16 (노형동)      | 2001년 2월  |          |
| 으뜸마을                     | 학림건설㈜ 정한건설㈜       | 대한주택공사    | 진군1길 3 (노형동)      | 2001년 10월 | 국민임대 |
| 정든마을 1단지               | 한신공영 ㈜세기건설         | 대한주택공사    | 정존11길 54 (노형동)    | 2004년 12월 | 국민임대 |
| 정든마을 3단지               | 범양건영                    | 대한주택공사    | 정존11길 68 (노형동)    | 2005년 3월  | 국민임대 |
| 노형뜨란채 2단지             | 국제종합토건㈜ 케이티건설㈜ | 대한주택공사    | 수덕로 44 (노형동)      | 2006년 2월  |          |
| 제주부영 1차                 | ㈜부영                      | ㈜부영          | 원노형로 93 (노형동)    | 2001년 2월  |          |
| 제주부영 2차                 | ㈜부영                      | ㈜부영          | 과원로 11 (노형동)      | 2001년 2월  |          |
| 제주부영 3차                 | ㈜부영                      | ㈜부영          | 과원로 27 (노형동)      | 2001년 5월  |          |
| 제주부영 5차                 | ㈜부영                      | ㈜부영          | 과원북2길 12 (노형동)   | 2001년 6월  |          |
| 노형 e편한세상               | 대림산업                    | 대림산업        | 수덕로 78 (노형동)      | 2005년 12월 |          |
| 노형 중흥S-클래스            | 중흥종합건설㈜              | 중흥건설산업㈜  | 한라대학로 107 (노형동) | 2003년 2월  |          |
| 노형 미리내마을 중흥S-클래스 | 중흥건설                    | 세흥건설㈜      | 광평동로 66 (노형동)    | 2006년 2월  |          |
| 노형 아이파크                | 현대산업개발                | 현대산업개발    |                         | 2001년 7월  |          |
| 노형 한화꿈에그린            | 한화㈜ 건설부문             | 한화㈜ 건설부문 | 원노형로 102 (노형동)   | 2002년 1월  |          |

## 주요 시설
- 제주경찰청
- 제주특별자치도축산진흥원
- 제주우편집중국
- 제주드림타워
- 제주한라병원
- 넥슨컴퓨터박물관
- 국립제주호국원
- 기독교제주방송

## 유통
- 이마트 신제주점
- 롯데마트 제주점